# 北海道道703号洞爺湖公園線
北海道道703号洞爺湖公園線（ほっかいどうどう703ごう とうやここうえんせん）は、北海道伊達市と有珠郡壮瞥町を結ぶ一般道道（北海道道）である。

## 概要
主に昭和新山と有珠山の間を通過し、洞爺湖へ至る観光ルートとして活用される。

### 路線データ
- 起点：北海道伊達市上長和町（国道453号・北海道道981号上長和萩原線交点）
- 終点：北海道有珠郡壮瞥町字壮瞥温泉（北海道道2号洞爺湖登別線交点）
- 総延長：4.939 km
- 実延長：4.908 km
- 重用延長：0.031 km

### 道路管理者
- 胆振総合振興局 室蘭建設管理部 洞爺出張所

## 歴史
- 1971年（昭和46年）3月31日 - 路線認定[1]。

## 路線状況

### 道路施設

#### 主なトンネル
- 大有珠トンネル（126 m、壮瞥町字昭和新山）

## 地理

### 通過する自治体
- 胆振総合振興局
  - 伊達市
  - 有珠郡壮瞥町

### 交差する道路
伊達市
- 国道453号 - 上長和町（起点）
- 北海道道981号上長和萩原線 - 上長和町（起点）

壮瞥町
- 北海道道2号洞爺湖登別線 - 字壮瞥温泉（終点）

### 沿線にある施設など
壮瞥町
- 昭和新山熊牧場
- 有珠山ロープウェイ
- 三松正夫記念館（昭和新山資料館）